# Cesare Baronius
Cesare Baronius, född 30 augusti 1538 i Sora, död 30 juni 1607 i Rom, var en italiensk romersk-katolsk kardinal, bibliotekarie vid Vatikanen och kyrkohistoriker. Baronius tillhörde Sankt Filip Neris oratorium.
Baronius gjorde sin största insats i den polemik mellan evangelisk-luthersk och romersk-katolsk kyrkohistorisk uppfattning, som inletts genom de under Matthias Flacius Illyricus ledning författade Magdeburgcenturierna. Mot den i dessa utformade lutherska bilden av kyrkohistorien vände sig Baronius i sitt 12-bandsverk Annales ecclesiastici a Christo nato ad annum 1198, utgivna 1598–1607. Han tog här även fram ett rikt material ur litteraturen och fogade därtill mycket ur Vatikanstatens hemliga arkiv.
Baronius, som utsågs till kardinal 1596, utnämndes till bibliotekarie vid Vatikanstatens bibliotek 1597.

## Annales Ecclesiastici

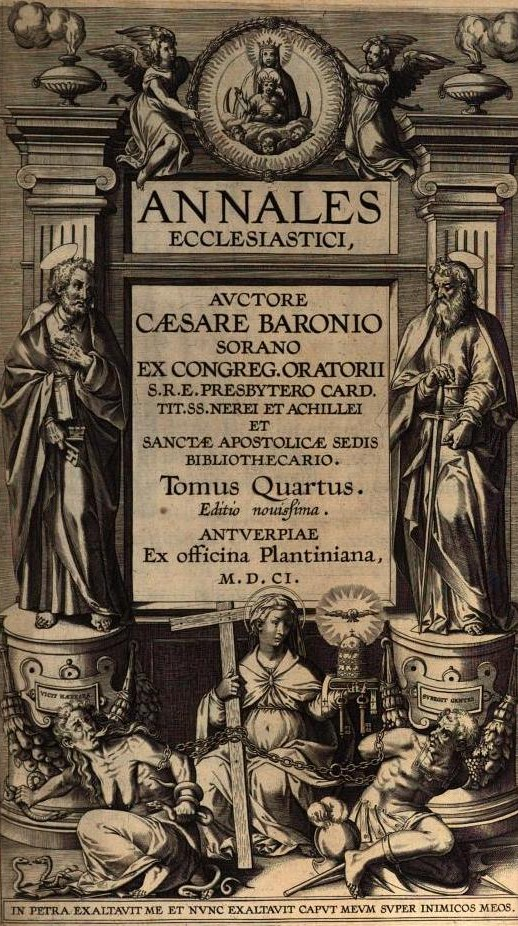
Annales Ecclesiastici, vol. IV (1601), Antwerpen-utgåvan.

Annales Ecclesiastici publicerades första gången 1588–1607. Verket fungerade som en officiell respons gentemot lutherska Historia Ecclesiae Christi ("Kristna kyrkans historia"). I Magdeburgcenturierna framställs Romersk-katolska kyrkan som Antikrist, som hade avfallit från den tidiga kristendomens tro och lära. Annales Ecclesiastici, däremot, stödde påvens anspråk på att leda den "enda sanna kyrkan".
Innan Baronius utnämndes till bibliotekarie vid Vatikanbiblioteket 1597, hade han tillgång till tidigare oanvänt eller opublicerat material och källor i dess arkiv som han använde i sitt arbete; därav dokumentationens ryktbarhet i Annales Ecclesiastici. Lord Acton kallade verket "det största kyrkohistoriska verket någonsin." Baronius verk fortsattes senare av Odericus Raynaldus och Augustin Theiner, med flera.
Cesare Baronius är begravd i Santa Maria in Vallicella i Rom.
Baronius blev förklarad som vördnadsvärd av påve Benedictus XIV den 12 januari 1745.